# Classe HSY-55
La Classe HSY-55  est une classe de Navire d'attaque rapide de la marine grecque.

## Navires
| Ship                                             | Builder           | Commissioned  | Status            |
| ------------------------------------------------ | ----------------- | ------------- | ----------------- |
| P57 Kasos Κάσος (formerly Pyrpolitis Πυρπολητής) | Elefsis Shipyards | May 4, 1993   | En service (2018) |
| P61 Polemistis Πολεμιστής                        | Elefsis Shipyards | June 16, 1994 | En service (2018) |